# Beechcraft Musketeer
Le nom Beechcraft Musketeer identifie une famille d'avions monomoteurs légers à ailes basses, incluant le Modèle 19 Musketeer Sport, the Modèle 23 Musketeer, Custom et Sundowner, le Modèle 23-24 Musketeer Super III le Modèle 24-R Sierra à train rétractable et la version militaire CT-134 Musketeer.
La série a été en production de 1963 à 1983, période durant laquelle un total de 4 366 avions furent produits.
Seules les évolutions C-23 (1970 à 1973) et B-19 (1970 à 1979) seront certifiées en France.

## Développement

### Modèle 23 Musketeer, Custom et Sundowner
Le premier type mis au point fut le Modèle 23. Il a été mis en service comme modèle de l'année 1963 avec le nom Musketeer à un prix de détail de 13 300 $ et propulsé par un moteur Lycoming O-320-D2B de 160 ch. L'année suivante ce moteur a été remplacé par le Continental IO-346 (en)-A de 165 ch. Cette motorisation n'a pas eu le succès escompté et fut à son tour remplacée par le Lycoming O-360-A4J de 180 ch débutant avec le B23 Musketeer Custom de 1968. En 1970 la version C23 est introduite toujours avec l'appellation Musketeer Custom. Changeant de nom en 1972, le C23 devient alors le Sundowner.
Lorsqu'équipés adéquatement, les B23 et C23 sont approuvés pour de la voltige limitée.
Un total de 2 331 Beechcraft 23 de toutes les variantes ont été construits jusqu'à l'arrêt de la production en 1983.

### Modèle 19 Musketeer Sport

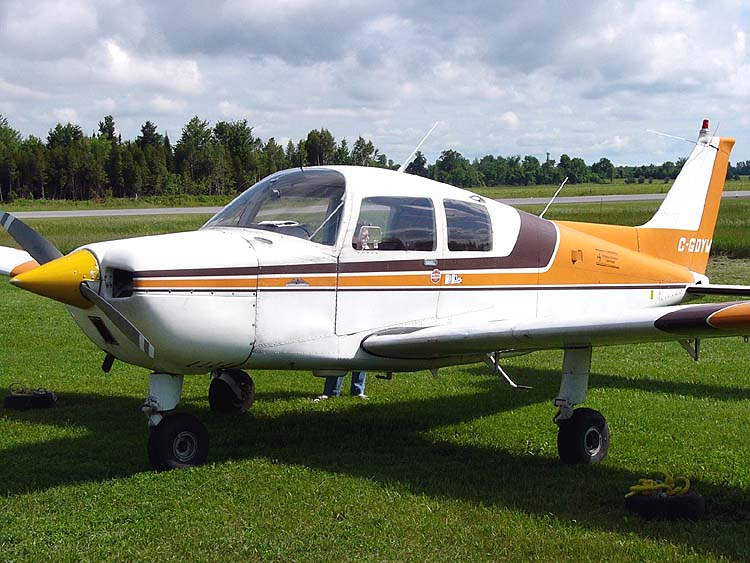
Beechcraft B19 Musketeer Sport

Le Beech 19 est mis en marché dans l'année-modèle 1966. Malgré son numéro de modèle plus petit, c'est en fait une variante plus récente avec une motorisation plus modeste du modèle 23, destinée surtout à l'entraînement. Cette version est dépourvue du troisième hublot et est propulsée par un Lycoming O-320-E2C de 150 ch. Le prix de vente était de 11 500 $ en 1966.
Tous les modèles 19 sont approuvés pour de la voltige limitée.
Même si le modèle 19 est doté de quatre sièges, il est plus limité quant à la masse maximale autorisée que le modèle 23 (environ 150 kg de moins) et devrait être considéré pour la plupart des utilisations comme un appareil biplace.
Un total de 922 Musketeer Sport ont été fabriqués durant ses 15 années de production, terminant en 1979.

### Modèle 23-24 Musketeer Super III
Simultanément à l'ajout du modèle 19 en 1966, Beechcraft ajoute aussi une version plus puissante du modèle 23 nommée le Super III. Ce modèle est doté d'un moteur Lycoming IO-360 à injection de 200 ch, soit 35 de plus que le modèle 23 standard de la même année. Le prix de lancement en 1966 était de 16 350 $.
Un exemplaire de démonstration fut équipé d'une hélice à pas variable en 1966. Environ le tiers de la production des années suivantes fut livré avec cette option.
Le Super Musketeer a typiquement une charge utile de 476 à 490 kilos - une des plus hautes parmi les avions légers quatre cylindres, train fixe, quatre-places sur le marché. La plupart des modèles 23-24 avaient une configuration quatre places, avec un petit nombre en configuration 4+2 où la soute à bagages se convertit pour accueillir deux enfants. Cette configuration est plus courante sur le modèle Sierra qui suivra.
Une faiblesse des premiers exemplaires du modèle 23-24 était d'avoir un système de chauffage qui fournissait seulement de l'air chaud aux places avant sous le tableau de bord. Un système amélioré chauffant correctement les quatre places est présent sur les appareils plus récents.
Le modèle 23-24 à train fixe a seulement été construit de 1966 à 1969. Un total de 369 Musketeer Super III ont été achevés avant que le modèle soit remplacé par le Beechcraft 24 Sierra. Ces appareils portaient les numéros de série MA-1 à MA-369 et sont les seuls de la famille à avoir un numéro « MA » les rendant plus facile à distinguer des autres modèles du groupe. Les tout derniers exemplaires de la série ont les mêmes instruments moteurs à bande verticale que les premiers Sierra. Ces appareils sont connus en tant qu'A24 et ne devraient pas être confondus avec les premiers Sierra, désignés A24R. Sauf le panneau d'instruments, ils étaient mécaniquement identiques aux A23 et 24 précédents.

### Modèle 24 Sierra

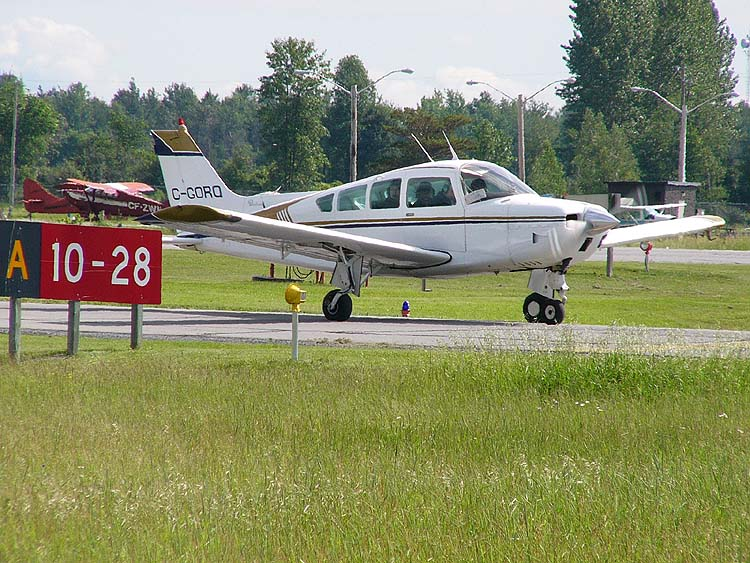
Beechcraft B24 Sierra

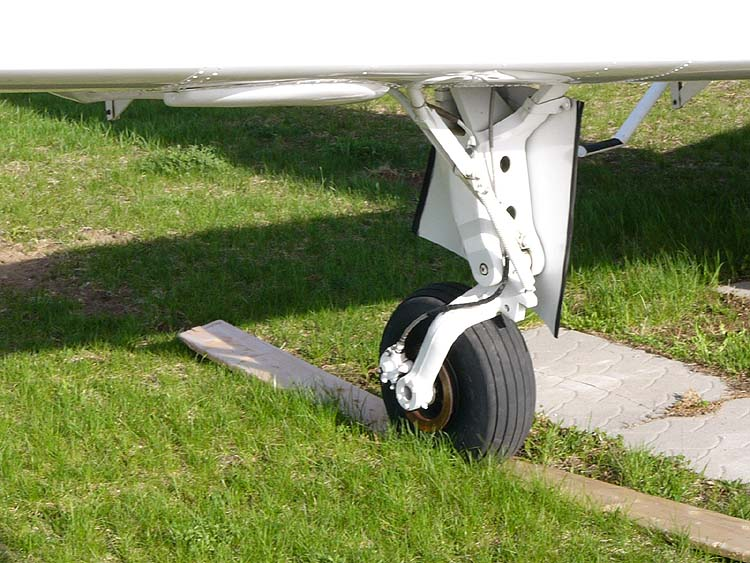
Train principal du Beechcraft B24 Sierra avec une suspension articulée avec un amortisseur à rondelles de caoutchouc en compression.

Le Super III démontrait l'utilité du moteur de 200 chevaux sur la cellule Musketeer, mais la configuration train fixe empêchait d'utiliser la puissance supplémentaire à son plein potentiel. La solution évidente était de mettre un train escamotable, donnant naissance au « véritable » modèle 24. Baptisé Sierra, il fait son apparition en 1970. La première mouture, le A24-R était mû par un Lycoming IO-360-A1B de 200 ch et se vendait 24 950 $. Le modèle 24 complétait la ligne de Beech en comblant le vide entre les Musketeer à train fixe et le Beechcraft Bonanza passablement plus gros, complexe et dispendieux. Il y eut deux révisions mineures, le modèle B en 1973, et C en 1977.
La production des Sierra s'est terminée à la fermeture de la ligne d'assemblage du Musketeer, pendant la crise économique de l'aviation générale américaine de 1983. Un total de 744 Sierra ont été livrés.
Le design du Musketeer a aussi servi comme base pour la mise au point d'un appareil bimoteur, le Beechcraft Modèle 76 Duchess.

## Conception
La construction est métallique à ailes basses rectangulaires (profil NACA 63A415). Les volets sont à commande mécanique actionnée manuellement (le levier est entre les deux sièges au plancher). L'empennage horizontal est monobloc avec un tab de compensateur sur toute l'envergure. Les freins sont classiques et à effet différentiel. La roue avant est conjuguée au palonnier. Il y a deux réservoirs d'essence structuraux dans les ailes. L'habitacle est digne de la famille des Beechcraft, c'est-à-dire très logeable pour quatre adultes.

### Train d'atterrissage
Une des principales différences entre la famille Musketeer et d'autres avions légers semblables se situe au niveau du train d'atterrissage. Tandis que les Cessna 172 utilisent des tubes d'acier comme jambes de train principal, le Piper PA-28 Cherokee des oléopneumatiques et le Grumman American AA-5 des jambes en fibre de verre, la série des Musketeer utilise un train articulé avec une suspension à rondelles de caoutchouc en compression. Ce système donne à l'avion des caractéristiques d'atterrissage assez différentes de celles des autres appareils ; un toucher trop léger résulte souvent en un sautillement des bras articulés avec un toucher moins doux que prévu, bien qu'avec un peu de pratique des atterrissages en douceur sont faciles à obtenir. À cause de la conception du train d'atterrissage, Beechcraft n'a pas conçu de carénages de roue pour les versions à train fixe. Quelques autres fabricants en ont ensuite mis sur le marché.

## Historique
Durant leur production les Musketeer étaient des avions d'entraînement populaires et furent utilisés par plusieurs écoles de pilotage. La majorité de ces avions sont désormais la propriété de particuliers qui apprécient la cabine spacieuse, la solidité et la stabilité du design, si ce n'est pas de leur vitesse de croisière élevée.

### Association de type
La lignée des Musketeer est supportée par un club actif, le Beech Aero Club.

## Opérateurs militaires
Algérie
- Armée de l'air algérienne (4 x B24R Sierra)

 Canada
- Forces canadiennes (48 x CT-134 et CT-134A)

 Hong Kong
- Royal Hong Kong Auxiliary Air Force (2 x B23)

 Mexique
- Ministère de la Défense nationale (20 x A23)

 Maroc
- Forces aériennes royales (Maroc) (1 x 23)

### Développement lié
- CT-134 Musketeer
- Beechcraft Duchess